# 广济寺大雄宝殿
38°43′22″N 113°15′11″E / 38.72278°N 113.25306°E
广济寺大雄宝殿位于中国山西省五台县台城镇东米市街，2001年被列为第五批全国重点文物保护单位。现为五台县博物馆、五台县文物管理所所在地。
广济寺始建于元至正年间，现存大雄宝殿，面阔五间，进深三间，单檐悬山顶，殿内有元代塑像一佛二菩萨三大士十八罗汉。殿前有唐代经幢一座。
- 山门
- 前殿（徐继畲生平展）
- 大雄宝殿
- 大雄宝殿及唐代经幢
- 唐代经幢
- 大雄宝殿西侧山墙
- 大雄宝殿
- 大雄宝殿前檐斗栱
- 大雄宝殿前檐斗栱
- 大雄宝殿前檐斗栱
- 大雄宝殿前檐斗栱
- 大雄宝殿前檐斗栱